# کینون هلدینگ
کینون هلدینگ (انگلیسی: Kenon Holdings) شرکت خوشه‌ای سنگاپوری است، که در سال ۲۰۱۵ تأسیس شد.